# Bad Genius
Pour plus de détails, voir Fiche technique et Distribution.
Bad Genius (thai :ฉลาดเกมส์โกง, Chalard games goeng) est un film thaïlandais réalisé par Nattawut Poonpiriya, sorti en 2017,.

## Synopsis
Lynn, une lycéenne géniale fait de l'argent en permettant des élèves de tricher aux examens. Une nouvelle mission très rémunératrice lui est confiée et l'envoie à Sydney.

## Fiche technique
- Titre : Bad Genius
- Titre original : ฉลาดเกมส์โกง (Chalard games goeng)
- Réalisation : Nattawut Poonpiriya
- Scénario : Tanida Hantaweewatana, Vasudhorn Piyaromna, Baz Poonpiriya et Timothy Teo
- Musique : Vichaya Vatanasapt
- Photographie : Phaklao Jiraungkoonkun
- Montage : Chonlasit Upanigkit
- Production : Jira Maligool, Vanridee Pongsittisak, Chenchonnee Soonthonsaratul, Suwimon Techasupinan et Weerachai Yaikwawong
- Société de production : GDH 559[5] et Jorkwang Films
- Pays :  Thaïlande
- Genre : Comédie dramatique et thriller
- Durée : 130 minutes
- Dates de sortie : 
  -  Thaïlande : 3 mai 2017

## Distribution
- Chutimon Chuengcharoensukying : Lynn
- Eisaya Hosuwan (อิษยา ฮอสุวรรณ) :Grace
- Teeradon Supapunpinyo (ธีรดนย์ ศุภพันธุ์ภิญโญ) : Pat
- Chanon Santinatornkul : Bank
- Thaneth Warakulnukroh : le père de Lynn
- Pasin Kuansataporn : Tong
- Sahajak Boonthanakit : le père de Pat
- Kanjana Vinaipanid : la mère de Pat
- Yuthapong Varanukrohchoke : M. Sophon

## Distinctions
Le film a été nommé pour deux Asian Film Awards et a remporté le prix de la révélation pour Chutimon Chuengcharoensukying.